# Der Richter und sein Henker (1975)
Der Richter und sein Henker ist eine Verfilmung des gleichnamigen Romans von Friedrich Dürrenmatt aus dem Jahr 1975. Maximilian Schell, der mit Dürrenmatt das Drehbuch schrieb, führte Regie.
Bereits 1957 produzierte SDR und DRS nach dem Roman unter der Regie von Franz Peter Wirth einen Fernsehfilm, an dessen Drehbuch Dürrenmatt ebenfalls mitwirkte.

## Handlung
Der damals junge Polizist Hans Bärlach ließ sich vor Jahrzehnten mit Gastmann auf die Wette ein, dieser werde einen Mord in seiner Anwesenheit begehen, ohne dass Bärlach ihn nachweisen könne. Bärlach machte später Karriere als Polizist in Bern, Gastmann als Verbrecher.
Viele Jahrzehnte später ist Hans Bärlach ein alter Kriminalkommissar in Bern. Sein bester Mitarbeiter, Robert (im Buch Ulrich) Schmied, wird auf einer Landstraße erschossen aufgefunden. Da Bärlach krank ist, lässt er die Ermittlungen hauptsächlich von dem Kriminalbeamten Tschanz durchführen, einem beruflichen und privaten Rivalen von Schmied. Schmied ermittelte inkognito bei Gastmann, der in höchsten Kreisen Freunde und Gönner hatte.
Tschanz ermittelt gegen Gastmann. Er will nicht nur den Mordfall abschließen, sondern durch den kriminalistischen Erfolg auch in Schmieds Fußstapfen treten. Gleichzeitig hat Bärlach Gastmann gewarnt, er werde ihm einen „Henker“ schicken. Der zu allem entschlossene Tschanz sucht die Konfrontation mit Gastmann; als dieser sich zur Wehr setzt, wird er von Tschanz erschossen. Auf diese Weise hat Bärlach Gastmann „gerichtet“ – und zwar, da er ihn für die begangenen Verbrechen nicht richten konnte, für eines, das er nicht beging, denn der Mörder Schmieds ist Tschanz. Später nimmt sich Tschanz das Leben, und Bärlach muss operiert werden, weil er schwer krank ist.

## Besetzung
Die Hauptrollen übernahmen Jon Voight als Walter Tschanz, der Regisseur Martin Ritt als Hans Bärlach und Robert Shaw als Richard Gastmann. Die gegenüber dem Buch stark ausgebaute Rolle von Schmieds Verlobter Anna verkörperte Jacqueline Bisset. In weiteren Rollen: Helmut Qualtinger als Nationalrat von Schwendi, Friedrich Dürrenmatt, der einen Kurzauftritt als Schriftsteller Friedrich übernahm, und Donald Sutherland, der die Leiche des ermordeten Schmied beim Abtransport darstellte.

## Sonstiges
Der Film wurde für den internationalen Markt auf Englisch gedreht. In der deutschsprachigen Synchronfassung wird in einem rauen Deutsch gesprochen. Der Grund dafür ist, dass der SDR und DRS den Film in Schweizerdeutsch synchronisiert haben wollten, aber nur Merkmale davon benutzten, damit er von einem größeren Publikum verstanden werden konnte. Im Jahr 2011 erschien der Film erstmals auf Blu-ray. Für diese Edition wurde er in Bild und Ton aufwändig restauriert. Im Jahr 2010 hat Beat Records die Original-Filmmusik von Ennio Morricone in limitierter Auflage erstmals auf CD veröffentlicht.

## Auszeichnungen
Der Film erhielt 1979 einen silbernen Deutschen Filmpreis (Kategorie Weitere programmfüllende Spielfilme), Dagmar Hirtz für den Filmschnitt einen goldenen Deutschen Filmpreis.

## Kritiken
„[…] im Vergleich zur Vorlage blutleer.“ (Wertung: 2 von 4 möglichen Sternen = durchschnittlich) – Adolf Heinzlmeier und Berndt Schulz, Lexikon „Filme im Fernsehen“
„Die wichtigste und dem Film zum Vorteil gereichende Änderung liegt in der Aufwertung der Anna, der Verlobten des ermordeten Schmied, die im Roman fast unberücksichtigt bleibt, im Film aber als außerhalb des Spiels von Bärlach, Gastmann und Tschanz stehende Beobachterin entscheidende Konturen gewinnt […] und von Jacqueline Bisset sehr konzentriert gespielt wird.“ – Hans Gerhold im Filmdienst 11/1978

„Psychologischer Kriminalfilm nach einem Roman von Dürrenmatt. Eine Reflexion über Gut und Böse; fesselnd, wenn auch nicht ohne Effekthascherei inszeniert, mit hervorragenden Darstellern.“